# Roewe 550
Roewe 550 — компактный автомобиль, производимый компанией Roewe в Китае и представленный на Пекинском автосалоне в 2008 году. Сообщалось, что 550 был
создан на основе проекта MG Rover RDX60 (основанного на платформе Rover 75), который находился в стадии разработки, когда MG Rover потерпел неудачу.

## Обзор
Автомобиль, получивший во время разработки кодовое название W261, является результатом совместного сотрудничества англо-китайской компании с бывшими экспертами Rover, консалтинговой фирмы Ricardo 2010 и командой разработчиков автомобилей SAIC. Модель 550 была представлена на Шанхайском автосалоне 2007 года в виде концепт-кара Roewe W2. Под капотом находится 1,8-литровый двигатель мощностью 160 л.с. (119 кВт; 162 л.с.) на основе двигателя Rover K с 2,0-литровым турбодизелем, который, как предполагается, присоединится к гамме, а также на выбор пятиступенчатая механическая или пятиступенчатая автоматическая коробка передач. Автомобиль имеет высокотехнологичный салон с цифровыми приборами (система Roewe D5 DIGI-NEXT) и RMI (Roewe Multimedia Interface, предшественник интерфейса SAIC InkaNet 3G/4G, который позже был установлен в Roewe 350, Roewe 360 и MG GT), цифровая мультимедийная интерактивная система, многофункциональная аудио- и видеоразвлекательная система с системой громкой связи Bluetooth, интерфейсом USB и GPS.

## Roewe 550 PHEV
SAIC Roewe 550 PHEV — это подключаемая гибридная версия. Его аккумуляторные батареи LiFePO4 емкостью 11,8 кВтч обеспечивают запас хода на полностью электрическом ходу 58 км (36 миль).  Розничные продажи начались в Китае в ноябре 2013 года. Совокупный объем продаж по декабрь 2015 года составил 11 711 единиц, из которых 10 711 были проданы в течение 2015 года.

## MG 550
В 2008 году в Чили был запущен Roewe 550 под новым названием MG 550.  Он также был запущен в Иране в 2010 году и в Бахрейне, Омане и ОАЭ в 2011 году. Рестайлинговая версия хетчбэка Roewe 550 была анонсирована на Шанхайском автосалоне 2009 года как MG 6. MG 6 импортировался в Великобританию вплоть до мая 2016 г., когда он был снят с производства из-за плохих продаж.